# Xanthozona melanopyga
Xanthozona melanopyga là một loài ruồi trong họ Tachinidae.